# Sahle-Work Zewde
Cette page contient des caractères éthiopiques. En cas de problème, consultez Aide:Unicode ou testez votre navigateur.
Sahle-Work (parfois Sahlework) Zewde (en amharique : ሳህለወርቅ ዘውዴ), née le 21 février 1950 à Addis-Abeba, est une diplomate et femme d'État éthiopienne, présidente de la république démocratique fédérale d'Éthiopie de 2018 à 2024, première femme à exercer cette fonction.

## Biographie

### Éducation
Elle est née le 21 février 1950 à Addis-Abeba. Elle est l'aînée de quatre filles.
Elle étudie au lycée franco-éthiopien Guébré-Mariam, puis part en France à l'âge de dix-sept ans. Elle est diplômée en sciences naturelles à l'université de Montpellier, et parle couramment amharique, anglais et français,.

### Carrière diplomatique

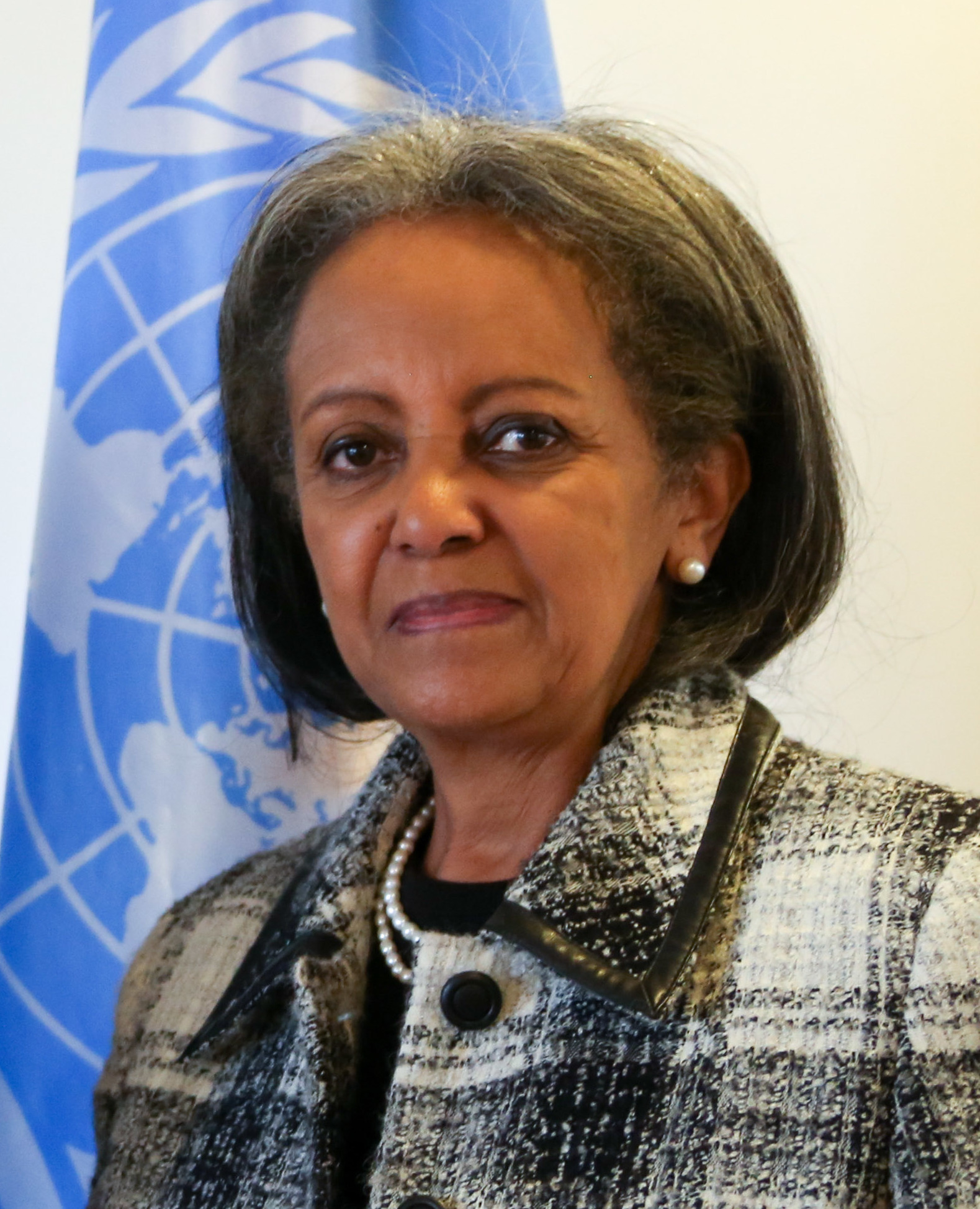
Sahle-Work Zewde en 2016.

Elle est ambassadrice au Sénégal de 1989 à 1993, également accréditée auprès du Mali, du Cap-Vert, de la Guinée-Bissau, de la Gambie et de la Guinée.
De 1993 à 2002, elle est ambassadrice à Djibouti, et représente l'Éthiopie à l'autorité intergouvernementale pour le développement.
Elle est ambassadrice en France de 2002 à 2006, également accréditée auprès de la Tunisie et du Maroc et représentante permanente auprès de l'Organisation des Nations unies pour l'éducation, la science et la culture (UNESCO).
De juin 2009 à mars 2011, elle est représentante spéciale du secrétaire général des Nations unies et chef du bureau intégré des Nations unies en République centrafricaine.
Elle est nommée directrice générale de l'Office des Nations unies à Nairobi le 11 mars 2011.
Elle est ensuite représentante spéciale du secrétaire général des Nations unies auprès de l'Union africaine à partir du 28 juin 2018. Elle succède ainsi à Haile Menkerios (en).

### Présidente de la République
Elle est élue présidente de la République à l'unanimité des voix lors de l'élection présidentielle du 25 octobre 2018, à la suite de la démission de Mulatu Teshome. C'est la première femme élue à ce poste, et, au moment de son élection, la seule femme chef d'État sur le continent africain.
Le magazine économique américain Forbes, dans son édition annuelle de la liste des 100 femmes les plus puissantes du monde de 2022, Classe Sahle-Work Zewde comme la 93e femme la plus puissante du monde et la femme africaine la mieux classée de la liste.
Sahle-Work Zewde s'implique dans des campagnes de soutien à l'empouvoirement des femmes, notamment celles menées par le Forum Génération Égalité. Son mandat est remarqué pour sa contribution à la normalisation de la présence des femmes éthiopienne dans les processus de décision. Bien qu'éligible à un second mandat, elle décide à quelques semaines du scrutin de ne pas se représenter à l'élection présidentielle de 2024, sur fond de tensions avec le gouvernement d'Abiy Ahmed, ainsi que de reproches faites à son encontre pour son absence de communication sur les conflits et la crise humanitaire causés par la guerre du Tigré. Son silence sur ces deux sujets avait conduit à des critiques et des appels à une action plus loquace de la présidence sur ces sujets,.

### Vie privée
Elle est mère de deux garçons,.